# 1680
1680 (MDCLXXX) fue un año bisiesto comenzado en lunes según el calendario gregoriano.

## Acontecimientos
- 20 a 28 de enero: en Uruguay, Manuel Lobo funda Colonia del Sacramento, a 100 años de la fundación de Buenos Aires.
- 8 de julio: en Cambridge (Massachusetts), un tornado mata a una persona. Es la primera víctima fatal de un tornado en la Historia registrada de ese país.
- 7 de julio: en Juanacatlán (Jalisco) termina la construcción de la Basílica Lateranense.
- Septiembre: en Castilla y Extremadura (España) se registran grandes lluvias e inundaciones.[1]
- 9 de octubre: Un terremoto golpea a Málaga, España, dejando alrededor de setenta personas muertas.
- 24 de diciembre: Marruecos y los Países Bajos firman un tratado de alianza para fomentar la piratería marroquí en el Mediterráneo contra España.
- En Suecia el Gobierno abole el derecho de los lagman de no trabajar.

### Sin fecha
- En Granada se funda la Hermandad del Santísimo Cristo de San Agustín

## Nacimientos
- 8 de enero: Sebastiano Conca, pintor italiano (f. 1764).
- 8 de septiembre: Candido Vitali, pintor italiano (f. 1753).

## Fallecimientos
- 3 de abril: Nicolás Fouquet, estadista francés (n. 1615)
- 29 de abril: Nicolás Cotoner y de Oleza, Gran maestre de la Orden de Malta.
- 26 de julio: John Wilmot, poeta y escritor libertino inglés (n. 1647)
- 25 de noviembre: Alfonso de Pacheco, militar español.
- 28 de noviembre: Gian Lorenzo Bernini, artista italiano (n. 1598)
- 30 de noviembre: Peter Lely - Pintor inglés de origen neerlandés (n. 1618)
- 18 de diciembre: Baldassare Ferri, cantante italiano (n. 1610)
- Li Yu, dramaturgo, poeta, novelista, ensayista y editor chino de la dinastía Qing.